# Klein Rodensleben
Klein Rodensleben là một đô thị ở huyện Börde thuộc bang Sachsen-Anhalt, nước Đức. Đô thị Klein Rodensleben có diện tích 8,47 km², dân số thời điểm ngày 31 tháng 12 năm 2006 là 577 người.